# Зайсан (должность)
Зайсан, зайсанг (от китайского титула «Карим», «канцлер, великий визирь») — должность у монголов, бурят, калмыков, алтайцев, хакасов, теленгитов. Зайсан — древний титул, известный еще со времен Юаньской империи, обозначает наследственного владетеля отока, улуса. В некоторых случаях титул соответствовал князю.

## История
Слово зайсан впервые появилось в эпоху монгольского государства Юань и означало титул нойона Внутреннего дворца. Со временем оно стало общим названием служилых людей, которые занимались вопросами аудиенции к великим каганам, составлением, переводом и редакцией ханских (царских) указов. В период с XV по первую половину XVIII в. зайсанами назывались люди, занятые на службе у монгольских ханов и крупных князей. Они отвечали за подданных отоков своих хозяев, занимались их хозяйственными делами, в частности распределением пастбищ и сбором повинностей. В ином случае зайсанами назывались люди, которые выполняли обязанности исполнителей жертвоприношений. В XVIII — в начале XX вв. словом зайсан обозначались должностные лица, занимавшиеся делами подданных монгольских высших хутукт (хутукта — высший сан буддийского духовенства) и хошунных канцелярий. Некоторые потомки вышеуказанных зайсанов образовали свой род зайсан по названию должностных лиц.

### Должность зайсан у бурят
Зайсан (бур. Зайhан) — младший административный чин в дореволюционной Бурятии, древний титул (зайсаны стояли во главе отока, иногда улуса, в качестве наследственных владений). 
После присоединения Бурятии к России государство долгое время не вмешивалось во внутренние дела бурят, оставив в неизменном виде их традиционную систему самоуправления. В 40-х гг. XVIII в. Российское государство вводит новые органы самоуправления бурят — степные конторы, которые возглавили ведомства, созданные на основе бурятских «поколений». Последние представляли собой крупные территориальные объединения (из нескольких родов). Во главе контор были поставлены прежние «главные родоначальники», возглавлявшие «поколения», которые позже стали называться «главными тайшами». Помощник тайши назывался зайсан-ноён.

### Должность зайсан у алтайцев
Алтайцы пребывали с середины XVII до середины XVIII в. в составе Джунгарского государства. Зайсаны (алт. Jайзаҥ) относились к чиновникам нижнего звена. Зайсанами становились представители наиболее многочисленных сеоков, составляющих ядро административных единиц — дючин и волостей. 12 зайсан в 1756 году подписали договор о вхождение в Российскую империю алтайцев. В 1880 году Российские власти приняли решение о выборности зайсан, которое было принято негативно алтайцами. В конец XX в. утвердился института выборных зайсанов на Алтае. В 1990 годах начался процесс восстановление титула зайсан у алтайцев. Ага-зайсаном является представитель кара-майман — Бардин, Александр Киндышевич. 
У Алтайцев существовали "Ага-Зайсаны" (Ага-Jайзаҥ) ,исполняющие функции Нойонов, Беков

### Титул зайсан у теленгитов
В XVIII и XIX веках зайсан - это титул правителя Тёлёсского и Кёбёкского отоков, который соответствовал князю. Власть зайсана была практически безграничной, даже после вхождения в состав Российской империи она была выше власти волостного старшины. Зайсаны в своих волостях имели право без суда наказать любого теленгита.

### Должность зайсан у хакасов
Зайсанг (хак. чайзаң) - наследственный титул владетеля аймака (административно-территориальная единица соответствующая одному роду). Титул зайсанга существовал в 17-20 веках. 
Зайсанги были крупными скотовладельцами, им служили чазоолы, которые занимались сбором налогов с рода, выполняли полицейские функции и помогали зайсангам.

## Современность
Зайсан — одна из современных родовых фамилий у монголов. В Монголии проживают носители следующих фамилий: 
- Зайсан — в Улан-Баторе и практически во всех аймаках Монголии за исключением аймаков Баян-Улгий, Дорнод, Увс и Ховд[10];
- Зайсангууд — в Улан-Баторе и аймаках: Дархан-Уул и Говь-Сумбэр[11];
- Боржигон Зайсан — в аймаке Умнеговь[12].